# Stillness’ Blade
Stillness’ Blade ist eine italienische Death-Metal-Band aus Lecce, die 2002 gegründet wurde.

## Geschichte
Die Band wurde im Jahr 2002 vom Gitarristen und Sänger Max Schito gegründet. Aufgrund verschiedener Probleme erschien erst Ende November 2004 ein erstes Demo unter dem Namen SoulBlighter pt.1. Im Mai 2005 kamen mit dem Bassisten Gianpaolo Marsano und dem Schlagzeuger Antonio Donadeo weitere Mitglieder zu Schito. Im Oktober und November des Jahres wurde das Debütalbum The First Dark Chapter (Misanthropic Elevation) in Maglie aufgenommen. Bis das Album veröffentlicht wurde, erschien ein Promo-Demo unter dem Namen Soulbrighter, das drei Lieder enthält. Im August wurde Donadeo als Tour-Schlagzeuger für Vital Remains für Tourneen durch die USA und Europa erwählt. Im Jahr 2007 nahm Stillness’ Blade unter anderem am Salento Summer Festival teil. Im November des Jahres wurde das Debütalbum beim kanadischen Label Obskure Sombre Records veröffentlicht. Die CD enthält ein Bonuslied sowie zwei Videoclips von Februar 2007. 2010 erschien unter dem Namen Break of the Second Seal – The Eternal Damnation bei Punishment 18 Records das zweite Album.

## Stil
Philip von metal.de ordnete das Album The First Dark Chapter (Misanthropic Elevation) dem Old-School-Death-Metal zu, der ohne Hardcore-Punk-Einflüsse, Keyboards oder „Gefrickel“ auskomme. Stattdessen gebe es tiefe Gitarren, gutturalen Gesang und einen „Wechsel aus schnellen und rumpeligen Parts“. Der Anfang des Albums klinge wie eine Mischung aus alten Sepultura und alten Bolt Thrower. Insgesamt sei die Musik wenig kreativ, da der Gesang nicht kräftig genug und zu monoton und die Riffs zu einfallslos klängen, wobei sie sich von Lied zu Lied stark ähneln würden. Thomas Nielsen von powerofmetal.dk befand, dass die Gruppe auf Break of the Second Seal – The Eternal Damnation brutalen und meistens schnellen, wenn auch innovationslosen, Death Metal spielt. Besonders fiel ihm das Schlagzeugspiel ins Auge, das er als übermenschlich bezeichnete.

## Diskografie
- 2004: SoulBlighter pt.1. (Demo, Eigenveröffentlichung)
- 2007: The First Dark Chapter (Misanthropic Elevation) (Album, Obskure Sombre Records)
- 2010: Break of the Second Seal – The Eternal Damnation (Album, Punishment 18 Records)